# Medalha de Coragem
A Medalha de Coragem (em hebraico:  עיטור העוז, Itur HaOz) é a segunda mais alta condecoração militar israelense.

## História
A Medalha de Coragem foi instituída pelo Knesset em 1973, e concedida por bravura no campo de batalha.

### Criação
Em janeiro de 1970, o Knesset aprovou a Lei das Condecorações nas Forças de Defesa de Israel que estava pendente há anos, e um comitê foi instituído para definir a disposição e as regras de concessão das condecorações. Em 1973, no 25º Aniversário do Estado de Israel, o governo aceitou as recomendações do comitê e a lei definiu três tipos de condecorações: Medalha de Valor, Medalha de Coragem e Medalha de Serviço Distinto.
A Lei das Condecorações refere-se aos atos praticados após 4 de junho de 1967, mas também aos atos anteriores aos quais foi dado o título de "Herói de Israel" ou a citação do Chefe do Estado-Maior. As 533 citações em arquivo foram revisadas e a maioria delas foi atualizada para uma das 3 condecorações. De 1948 a 1988, 1.300 dessas três condecorações foram oficialmente agraciadas. As três medalhas foram desenhadas por Dan Reisinger, um designer gráfico sérvio-israelense.

## Características
A medalha é uma escultura em bronze em forma de X, formada por seis espadas, três delas cruzadas sobre três, e um ramo de louro sobreposto verticalmente no centro. O reverso é liso. A medalha pende de uma fita na cor vermelha, simbolizando a coragem, a qual é pendurada em um topo retangular de bronze.

## Condecorados notáveis
- Amnon Lipkin-Shahak, que recebeu a Medalha de Coragem duas vezes.[4][5][6]